# Епархия Думагете
Епархия Думагете (лат. Dioecesis Dumaguetensis) — епархия Римско-Католической церкви с центром в городе Думагете, Филиппины. Епархия Думагете входит в митрополию Себу. Кафедральным собором епархии Думагете является церковь святой Екатерины Александрийской

## История
5 апреля 1955 года Римский папа Пий XII выпустил буллу Sanctissima ea verba, которой учредил епархию Думагете, выделив её из епархии Баколода.

## Ординарии епархии
- епископ Epifanio Surban Belmonte (29.07.1955 — 30.05.1989)
- епископ Angel N. Lagdameo (30.05.1989 — 11.03.2000), назначен архиепископом Харо
- епископ John Forrosuelo Du (21.04.2001 — 25.02.2012), назначен архиепископом Пало
- епископ Julito Buhisan Cortes (с 28.09.2013)

## Источник
- Annuario Pontificio, Libreria Editrice Vaticana, Città del Vaticano, 2003, ISBN 88-209-7422-3
- Булла Sanctissima ea verba, AAS 47 (1955), стр. 577  (лат.)